# 大同乡 (南充市)
大同乡，是中华人民共和国四川省南充市嘉陵区曾经下辖的一个乡。2019年10月，撤销永安镇，将其所属行政区域划归都京街道管辖。

## 行政区划
大同乡撤销前下辖以下地区：
牵牛房村、森罗院村、超果院村、铁龙山村、太平庙村、官坟嘴村、铁路沟村、老柴沟村和五郎沟村。